# (500391) 2012 TA87
(500391) 2012 TA87 es un asteroide perteneciente al cinturón de asteroides, descubierto el 18 de noviembre de 2007 por el equipo del Mount Lemmon Survey desde el Observatorio del Monte Lemmon, Arizona, Estados Unidos.

## Designación y nombre
Designado provisionalmente como 2012 TA87.

## Características orbitales
2012 TA87 está situado a una distancia media del Sol de 3,080 ua, pudiendo alejarse hasta 3,503 ua y acercarse hasta 2,658 ua. Su excentricidad es 0,137 y la inclinación orbital 4,853 grados. Emplea 1975,00 días en completar una órbita alrededor del Sol.
Los próximos acercamientos a la órbita de Júpiter se producirán el 26 de agosto de 2053, el 29 de junio de 2113 y el 3 de mayo de 2173.

## Características físicas
La magnitud absoluta de 2012 TA87 es 16,4.